# 花山院宣経
花山院 宣経（かさんのいん のぶつね）は、鎌倉時代前期の公卿。中納言・五辻家経の三男。右大臣・花山院忠経の養子。官位は従三位・参議。

## 経歴
建暦2年（1212年）、伯父・忠経が嫡男の忠頼を失うと養子に迎えられる。だが、後に養父に実子である経雅（嘉禄元年（1225年）病没）、定雅が誕生したことにより、その立場は微妙なものになっていく。
成長した宣経は公事において問題行動が目立ち、藤原定家からは「白痴」と非難される（『明月記』）。それでも、養父・忠経の後堀河天皇への懇願によって、嘉禄2年（1226年）に蔵人頭に任じられ、翌年には参議、安貞2年（1228年）には従三位に叙せられた。ところが、寛喜元年（1229年）、養父が定雅を後継者として、宣経に所領の一部と引換に後見を命じて死去すると、同3年（1231年）頃より公事・儀式への不参が目立つようになり、天福元年（1233年）に「不仕」を理由に参議を停任されて事実上更迭された。その後、建長3年（1251年）に従三位前参議のまま出家した。建長5年（1253年）以降の動向については没年を含めて不明である。
宣経は将来の花山院家の当主として養子に迎えられながら、養父に新たな嫡男の誕生と死去を繰り返したことによってその地位は常に不安定で、最終的には養父の実子（定雅）が当主になったことでその立場を喪失した。参議停任までに至る間の問題行動は宣経の資質のみならず、その微妙な立場が影響したと考えられている。

## 系譜
- 父：五辻家経
- 母：高階泰経娘
- 養父：花山院忠経
- 妻：不詳
  - 男子：経助
  - 男子：経乗
  - 男子：経豪
  - 男子：経家
  - 男子：経尊?

宣経の子である経助・経乗・経豪・経家が全て僧になっているのも、彼ら父子が結果的に花山院家から排除されたことを示すとみられている。なお、鎌倉時代の辞典である『名語記』を執筆した僧侶・経尊も花山院家の系譜には載せられていないものの、他の史料における記述により宣経の子であると推定されている。